# Estany de Can Gaspar
L'Estany de can Gaspar és un petit estanyol d'aigües temporals que arriba amb prou feines a la mitja hectàrea de
superfície. Es troba al municipi de Masarac.
La seva singularitat hidrològica, per estar situat dalt d'un turó, i el seu bon estat de conservació, el converteixen en un dels estanys més interessants de la zona. Es tracta d'un espai d'una elevada fragilitat, degut al seu aïllament respecte d'altres zones humides del vessant sud de l'Albera.
Les comunitats vegetals que poblen la zona són els creixenars amb glicèria i les gespes d'Isoetion duriei amb Isoetes setacea i Isoetes velata. Una altra espècie d'hidròfit que s'hi ha localitzat és la cal·litricàcia Callitriche brutia. I pel que fa a espècies pròpies de la vegetació helofítica, cal fer esment de la presència de la crucífera Montia fontana, l'elatinàcia Elatine brochonii, les alismatàcies Alisma plantagoaquatica i Baldellia ranunculoides, entre d'altres.
Pel que fa als hàbitats d'interès comunitari, aquest estany constitueix l'hàbitat prioritari 3170 Basses i tolls temporers
mediterranis.
Aquest espai també té un especial interès per a la fauna, especialment per a les poblacions d'amfibis.
No es detecten factors que estiguin afectant negativament a aquesta zona humida, tot i que hi ha algunes deixalles i una
roulotte abandonada molt propera a l'espai. Vora l'estany hi ha algunes sureres de dimensions monumentals. Una d'elles té un filferro lligat al tronc que pot acabar matant-la, si no es retira aviat. L'accés amb vehicle es fa per una pista privada, tancada amb porta metàl·lica.
L'estany de Can Gaspar forma part de l'espai de la Xarxa Natura 2000 ES5120005 "Riu Llobregat d'Empordà".